# Contraction budgétaire expansionniste
 (avril 2022).
La contraction budgétaire expansionniste est une théorie économique selon laquelle l'austérité économique, ou une politique de rigueur, peuvent avoir pour effet de stimuler la croissance économique. Il s'agit d'une conclusion de l'ordolibéralisme.

## Concept
La théorie de la contraction budgétaire expansionniste soutient que la croissance économique passe non pas par une augmentation des dépenses publiques, mais par leur réduction. L'assainissement des finances publiques permettrait de générer de la confiance, et donc stimulerait l'investissement ou encore l'innovation. A contrario, la politique budgétaire expansionniste (hausse des dépenses) aurait des effets dépressifs sur la production.
Les effets de la contraction expansionniste passent par plusieurs canaux. Premièrement, si les ménages anticipent une baisse des impôts (due à la baisse des dépenses), leur revenu anticipé augmente. Les agents économiques vont alors augmenter leur consommation. Deuxièmement, parce que les ménages considèrent que la fiscalité a des effets distorsifs sur l'activité économique, la baisse de l'imposition va les inciter à consommer plus. Cette hausse de la consommation est supposément supérieure à la baisse des dépenses. 
Troisièmement, la réduction de l'emploi public et la baisse anticipée des impôts pour les entreprises provoque chez les entrepreneurs un optimisme qui les conduit à investir plus. Cela est d'autant plus fort qu'une hausse des profits est anticipée. Enfin, une baisse des dépenses doit impliquer une baisse des taux d'intérêt de court terme, ce qui provoque par ricochet une baisse des taux longs, rendant l'investissement moins coûteux.

## Critiques et limites
Il n'existe pas de consensus au sein des économistes au sujet de cette théorie. Les études sur le sujet tendent à montrer que la contraction budgétaire est plus expansionniste lorsque la contraction est due à une chute des dépenses qu'à une hausse des impôts. Une étude de Giudce et al. en 2003 tend à montrer que l'effet expansionniste a lieu lorsque les dépenses primaires sont réduites par le gouvernement. Certains soutiennent qu'une contraction budgétaire ne peut être expansionniste que lorsque la dette publique est élevée.
D'autres études pointent du doigt les failles tant théoriques qu'empiriques de cette théorie. Dans son livre Lutter contre les zombies, Paul Krugman souligne que s'il a bien existé des contractions budgétaires qui n'ont pas empêché une augmentation concomitante de la croissance, ces cas ont été rares. La plupart du temps, l'austérité provoque une récession.

## Histoire
Herbert Hoover soutient la théorie de la contraction budgétaire expansionniste durant la Grande Dépression, sans réussite. Cette théorie a été particulièrement soutenue par des hommes et femmes politiques en Allemagne à partir des années 1980.